# Rezolucja Rady Bezpieczeństwa ONZ nr 184
Rezolucja Rady Bezpieczeństwa ONZ nr 184 została przyjęta jednomyślnie 16 grudnia 1963 r.
Po przeanalizowaniu wniosku Zanzibaru o członkostwo w Organizacji Narodów Zjednoczonych, Rada zaleciła Zgromadzeniu Ogólnemu przyjęcie tego państwa do swojego grona.

## Źródło
- UNSCR - Resolution 184